# Санта Коломба (Сијена)
Санта Коломба је насеље у Италији у округу Сијена, региону Тоскана.
Према процени из 2011. у насељу је живело 32 становника. Насеље се налази на надморској висини од 338 м.